# ذراع صالح محمد

تعديل مصدري - تعديل

ذراع صالح محمد هي إحدى قرى عزلة سباح بمديرية سباح التابعة لمحافظة أبين، بلغ تعداد سكانها 25 نسمة حسب تعداد اليمن لعام 2004.